# Maria Rendin
Maria Madeleine Rendin,  född 28 juli 1982, är en svensk före detta stavhoppare. Hon tävlade för klubben Malmö AI efter att ha representerat Örgryte IS under åren 2003 till 2007.
Vid U23-EM i Bydgoszcz, Polen år 2003 deltog Rendin men slogs ut i kvalet på 3,80.
Hon deltog vid EM i Göteborg år 2006 men slogs ut i kvalet.

## Personliga rekord
| Utomhus - Stavhopp – 4,35 (Halmstad 14 juli 2007) | Inomhus - Stavhopp – 4,20 (Malmö 20 januari 2007) - Stavhopp – 4,20 (Malmö 21 januari 2007) |

### Fotnoter
1. 1 2 3 4  ”SWEDISH TEAM European Athletics Championships, Göteborg 2006.”. friidrott.se. Arkiverad från originalet den 4 juni 2012. https://web.archive.org/web/20120604124725/http://www.friidrott.se/press/emguide_06.aspx. Läst 24 november 2016.
2. 1 2  ”Tävlingsårsskiftesövergångar 1 december 2002”. friidrott.se. 7 november 2002. Arkiverad från originalet den 17 juni 2017. https://web.archive.org/web/20170617135914/http://www.friidrott.se/forbundsinfo/overgangar/Arsskifte0203.aspx. Läst 24 november 2016.
3. 1 2  ”Karensövergångar 2007”. friidrott.se. 12 oktober 2007. Arkiverad från originalet den 24 juli 2021. https://web.archive.org/web/20210724180155/https://arkiv.friidrott.se/forbundsinfo/overgangar/karens07.aspx. Läst 24 november 2016.
4. 1 2  Wiger 2006, s. 220.
5. ↑  ”Stora SM 2006, dag 2”. turebergfriidrott.se. Arkiverad från originalet den 10 juni 2015. https://web.archive.org/web/20150610133650/http://turebergfriidrott.se/statistik/SM2006/2006_reslord.htm. Läst 19 april 2013.
6. ↑  ”Stora SM 2007”. trackandfield.se. Arkiverad från originalet den 4 maj 2013. https://archive.is/20130504152109/http://www.proteamonline.se/storage/customers/978/editor/resultat%20sm%20i%20friidrott%202007.html. Läst 19 april 2013.
7. ↑  ”Stora inne-SM 2004, resultat” (htm). goteborgfriidrott.se. Arkiverad från originalet den 12 november 2016. https://web.archive.org/web/20161112141637/http://www.goteborgfriidrott.se/globalassets/goteborgs-friidrottsforbund/dokument/resultat-och-statistik/resultatarkiv/2006-o-tidigare/040222ism.htm. Läst 21 april 2015.
8. ↑  ”Stora inne-SM 2006 damer , resultat” (html). friidrott.stockholm.se. http://www.friidrott.stockholm.se/ism2006/resultat/f_kvinnor_resultat.html. Läst 6 april 2015.
9. ↑  ”Stora inne-SM 2007, resultat” (htm). idrottonline.se. http://idrottonline.se/SvenskaFriidrottsforbundet/globalassets/goteborgs-friidrottsforbund/dokument/resultat-och-statistik/resultatarkiv/2007/070225ism.htm. Läst 12 april 2015.
10. ↑  ”Stora inne-SM 2008, resultat” (pdf). mai.se. Arkiverad från originalet den 14 april 2015. https://web.archive.org/web/20150414002300/http://www.mai.se/resultat/resultat_inne-sm_2008.pdf. Läst 11 april 2015.
11. 1 2 3  ”Personsida på AllAthletics”. all-athletics.com. Arkiverad från originalet den 25 november 2016. https://web.archive.org/web/20161125043920/http://www.all-athletics.com/node/148760. Läst 24 november 2016.
12. ↑  ”European Athletics U23 Championships - Bydgoszcz 2003” (på engelska). european-athletics.org. http://www.european-athletics.org/competitions/european-athletics-u23-championships/history/year=2003/results/index.html. Läst 22 oktober 2017.
13. ↑  ”European Athletics Championships - Göteborg 2006” (på engelska). european-athletics.org. http://www.european-athletics.org/competitions/european-athletics-championships/history/year=2006/results/index.html. Läst 15 augusti 2017.
14. 1 2  ”Personsida på IAAF:s webbplats”. iaaf.org. https://www.iaaf.org/athletes/sweden/maria-rendin-136863. Läst 24 november 2016.